# Hans Nägle
Hans Nägle (ur. 8 lutego 1902, zm. ?) – niemiecki bobsleista.
W 1928 zdobył brązowy medal igrzysk olimpijskich w zawodach piątek.
W 1930 został mistrzem kraju w zawodach piątek.